# Meadowcroft
Meadowcroft est un abri sous roche et un site préhistorique situé près d'Avella, dans le comté de Washington, dans le sud-ouest de la Pennsylvanie, aux États-Unis. Il a livré la plus longue séquence d'occupation préhistorique connue du Nord-Est des États-Unis. Le site a permis de mettre en évidence une industrie lithique antérieure à la culture Clovis.

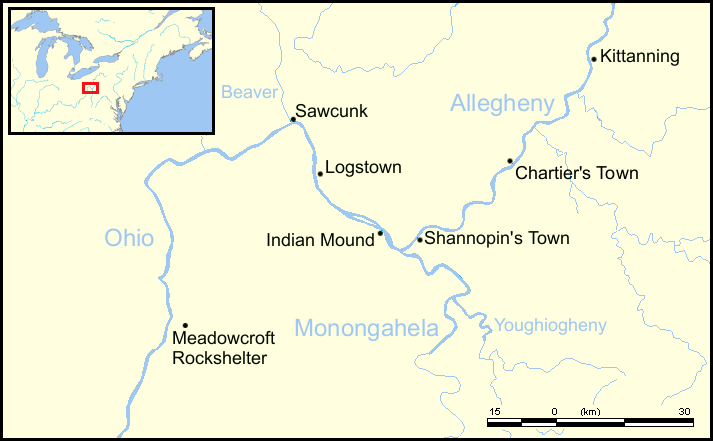
Meadowcroft et quelques sites amérindiens voisins, Pennsylvanie du Sud-Ouest

## Situation
L'abri sous roche de Meadowcroft est situé sur le plateau des Allegheny, au nord-ouest du bassin des Appalaches. Il se trouve dans un escarpement qui surplombe la rivière Cross, un petit affluent de la rivière Ohio.

## Historique
Le site de Meadowcroft a été découvert en 1955 par Albert Miller. Il a été fouillé de 1973 à 1979 par une équipe d'archéologues de l’université de Pittsburgh, dirigée par James Adovasio. Ce dernier a conduit de nouvelles fouilles dans les années 1990.

## Stratigraphie
Sur une profondeur d'environ 4 mètres de dépôts sédimentaires, l'équipe de fouille a distingué 11 niveaux d’occupation, répartis en trois sous-unités. L'unité la plus élevée date d’environ 8 000 à 11 000 ans avant le présent (AP). Elle est séparée de l'unité moyenne par une couche de roche qui était le toit et les murs de l'abri. Cette unité moyenne s'est accumulée entre 11 000 et 13 000 ans AP.
Dans l'unité la plus basse, les restes d’un cerf, découpé et brulé, ont été datés par le carbone 14 de 17 000 ans AP, ce qui représente les plus vieux ossements fossiles découverts sur le site, et des charbons de bois ont été datés jusqu'à 19 000 ans AP. Ce niveau témoigne de la plus ancienne présence humaine attestée sur le site.

## Vestiges
Le site a livré plus de 2 000 éclats et outils en pierre, notamment des outils bifaciaux, des couteaux, des pointes Clovis, ainsi que des vestiges de poteries, de nombreux foyers, et un million d’ossements fossiles d’animaux, représentant pas moins de 149 espèces distinctes.
La présence de coquillages marins originaires de la côte Atlantique témoigne d'échanges avec d'autres groupes humains sur de longues distances.
Albert C. Goodyear distingue sur le site de petites lames prismatiques et des pointes de flèches dites Miller, pointes lancéolées mais non flutées, qui auraient précédé les pointes Clovis. De tels artéfacts lithiques, également trouvés sur d'autres sites nord-américains du Tardiglaciaire, témoignent de l'existence d'une industrie antérieure à la culture Clovis. 

## Protection
Le site de Meadowcroft a été déclaré National Historic Landmark le 5 avril 2005.